# Cratere Yaren
Yaren  è un cratere sulla superficie di Marte.